# 飛行機の技術的要求条件の調査研究第六次（将来機基礎計画に関する研究）記事
飛行機の技術的要求条件の調査研究第六次（将来機基礎計画に関する研究）記事（ひこうきのぎじゅつてきようきゅうじょうけんのちょうさけんきゅうだいろくじ（しょうらいききそけいかくにかんするけんきゅう）きじ）は、大日本帝国陸軍が行った軍用機についての研究。

## 概要
陸軍航空技術研究所（航技研）では1941年（昭和16年）に、当時の日本の技術レベルで開発可能な航空機の性能の把握を目的として安藤成雄航技中佐を中心に研究を行い、「飛行機の技術的要求条件の調査研究第六次（将来機基礎計画に関する研究）記事」を作成、上申した。
遠藤嘱託、高尾嘱託、富田技手の3名が第一次基礎計画を担当し、1941年6月より重戦闘機、軽爆撃機、司令部偵察機、重爆撃機、高速機の5機種について計12の試案を作成、同年9月下旬までに各案の基礎図面を完成させた。これらの試案は陸軍航空工廠および各航空機メーカーでの試作も予定されていたが、実機の完成には至っていない。ほとんどの試案は「ハ45」を搭載エンジンの候補としている点が共通しているが、重戦闘機以外の試案では後に「ハ211」エンジン装備への再計画が行われている。

## 各案

### 試案重戦闘機
最大速度700 km/h（高度6,000 m時）を目標値とした単座の重戦闘機。形式の差による性能の比較を目的としてA型とB型の2種類が作成され、まとめて第一案として扱われている。
空気抵抗の低減などによる飛行および運動性能の向上、機体中心への武装の集中といった意図に基づき、延長偏心軸を活用してエンジンを胴体の中程に寄せているのが特徴で、A型では操縦席後方の重心位置、B型では操縦席前方に配している。エンジン位置の差によってA型では機首に、B型では胴体後方に操縦席が寄っている他、降着装置である引込脚の形式もA型は前脚3車輪式、B型は尾輪式と差異が生じている。また、A型ではプロペラ軸内に20mmあるいは37mm機関砲が搭載される。搭載エンジンはハ45の他、その発展型である「ハ145」も候補として挙げられていた。主翼は低翼配置の直線テーパーがついた層流翼。
試作の担当は航空工廠となる予定だった。また、1941年11月頃から1942年（昭和17年）秋にかけて航技研で検討された「独逸派遣協同設計団候補者計画」では、フォッケウルフとの協同開発を念頭に、A型の性能向上型であるハ145装備の単座単発重戦闘機が航技研による試案として盛り込まれていた。

#### 諸元（試案重戦闘機・計画値）
出典：『日本陸軍試作機大鑑』 192頁、『日本陸軍の試作・計画機 1943〜1945』 78,80頁、『幻の新鋭機』 261頁。
第一案A型
- 全長：8.74 m
- 全幅：9.35 m
- 全高：3.30 m
- 主翼面積：14.6 m2
- 自重：2,291 kg
- 全備重量：3,140 kg[10][16]あるいは3,141 kg[5]
- エンジン：中島 ハ45 空冷複列星型18気筒（最大1,460 hp[16]あるいは1,480 hp[10]） × 1
- 最大速度：820 km/h（高度8,500 m時）
- 巡航速度：525 km/h
- 航続距離：1,200 km + 1時間
- 翼面荷重：215 kg/m2
- 武装：
  - 20mm機関砲ホ5または37mm機関砲ホ203 × 1
  - 12.7mm機関砲ホ103 × 4
- 乗員：1名

第一案B型
- 全長：8.87 m
- 全幅：9.35 m
- 全高：3.70 m
- 主翼面積：14.6 m2
- 自重：2,295 kg
- 全備重量：3,205 kg
- エンジン：中島 ハ45 空冷複列星型18気筒（最大1,460 hp[16]あるいは1,480 hp[10]） × 1
- 最大速度：820 km/h（高度8,500 m時）
- 巡航速度：525 km/h
- 航続距離：1,200 km + 1時間
- 翼面荷重：219 kg/m2
- 武装：
  - 20mm機関砲ホ5 × 1
  - 12.7mm機関砲ホ103 × 4
  - 八九式固定機関銃（7.7mm） × 2
- 乗員：1名

### 試案軽爆撃機
双発の高速軽爆撃機。第二案、第三案、第三案改、第五案、第五案改の計5案が作成された。
当初は、前面抵抗の低減を図れることや、特殊高揚力装置（2段の大面積ファウラー式フラップ）を左右胴体間の中間翼に装着できることから双胴形式の採用が考えられ、第二案から第五案までは3座の双胴機として設計された。エンジンナセルの形状を工夫すれば単胴形式でも特殊高揚力装置を装着できるとの研究結果が得られたことで、続く第五案改は複座の単胴機とされ、揚力や抵抗、表面積などについて双胴形式との比較が行われた。
液冷エンジン装備時と空冷エンジン装備時の一般比較のため、第二案では液冷の「ハ39」を、第三案から第五案改では空冷のハ45を搭載エンジンとしている。各双胴案の乗員配置は右胴前席に操縦士、右胴後席に通信士、左胴独立座席に投弾観測手で統一されており、右胴後席と左胴独立座席に後上方機銃を装備する点も共通しているが、左胴独立座席の窓は第二案のみ水滴形の密閉風防を上面に備え、残り3案では上面の窓を平滑式に改めた上で、代わって前下方に風防が設けられている。第五案改の座席配置はタンデム複座で、後席の後上方機銃に加えて尾部にも遠隔操作式の機銃を有する。
空冷双胴形式を採用した3案のうち、第三案はエンジンでの延長軸の使用を、第五案は爆弾槽を小型化した上で、他の双胴案では主翼だった主脚の引込位置を胴体に変更していることを特徴とする。胴体内に爆弾槽を置いている点や、主翼で層流翼型を用いている点は各案共通で、主翼は直線テーパーが与えられた中翼となっている。また、司令部偵察機としての使用も考慮されており、小航空写真機の搭載予定もあった。
風洞実験によって、形状抵抗の点では双胴形式、露出面積の点では単胴形式のほうが優れるという結果が得られた後、単胴形式のほうが爆撃装備にとって好都合であるとの判断に基づき、第五案改のエンジンをハ211-IIへと変更したものを川崎航空機工業あるいは立川飛行機で試作予定とする、という結論に達している。

#### 諸元（試案軽爆撃機・計画値）
出典：『日本陸軍試作機大鑑』 193頁、『日本陸軍の試作・計画機 1943〜1945』 129,130,132頁、『幻の新鋭機』 261頁。
第二案
- 全長：10.72 m
- 全幅：14.60 m
- 全高：3.80 m
- 主翼面積：32.0 m2
- 自重：4,219 - 5,303 kg
- 全備重量：7,510 kg
- エンジン：中島 ハ39 液冷倒立W型18気筒（最大1,760 hp） × 2
- 最大速度：650 km/h（高度3,000 m時）
- 巡航速度：487 km/h
- 航続距離：1,400 km + 1.5時間
- 翼面荷重：234.5 kg/m2
- 武装：
  - 7.7mm旋回機関銃八九式[22]あるいはテ4[32] × 2
  - 50kg爆弾 × 6または100kg爆弾 × 3 - 4
- 乗員：3名

第三案
- 全長：10.88 m
- 全幅：14.15 m
- 全高：3.80 m
- 主翼面積：26.6 m2
- 自重：4,225 - 4,610 kg
- 全備重量：6,610 kg
- エンジン：中島 ハ45 空冷複列星型18気筒（最大1,460 hp[32]あるいは1,480 hp[33]） × 2
- 最大速度：710 km/h（高度6,000 m時）
- 巡航速度：533 km/h
- 航続距離：1,400 km + 1.5時間
- 翼面荷重：248.5 kg/m2
- 武装：
  - 7.7mm旋回機関銃八九式[33]あるいはテ4[32] × 2
  - 50kg爆弾 × 6または100kg爆弾 × 3 - 4
- 乗員：3名

第五案改
- 全長：10.65 m
- 全幅：14.25 m
- 全高：3.73 m
- 主翼面積：26.6 m2
- 自重：4,438 kg
- 全備重量：6,445 kg
- 中島 ハ45 空冷複列星型18気筒（最大1,460 hp）または三菱 ハ211-II 空冷複列星型18気筒（2,100 hp） × 2
- 最大速度：
  - 712 km/h（ハ45装備・高度6,000 m時）
  - 746 km/h（ハ211-II装備・高度6,000 m時）
- 巡航速度：540 km/h
- 航続距離：1,400 km + 1.5時間
- 武装：
  - 7.7mm旋回機関銃八九式[29]あるいはテ4[32] × 1
  - 八九式固定機関銃（7.7mm） × 1
  - 50kg爆弾 × 6または100kg爆弾 × 3または250kg爆弾 × 1
- 乗員：2名

### 試案司令部偵察機
試案司令部偵察機は、試案軽爆撃機と同様に形式ごとの性質の比較を目的として双胴形式の第四案と単胴形式の第四案改の2案が作成された。直線テーパーのついた中翼配置・層流翼型の主翼や、特殊高揚力装着を使用している点も試案軽爆撃機に準じている。後席に後上方機銃を、胴体内に一号自動航空写真機を各1基装備する複座機という点は両案共通であり、第四案の場合、タンデム配置の操縦席と観測席兼通信士席を右胴に、航空写真機を左胴に配している。引込脚は第四案では尾輪式、第四案改では前脚3車輪式を採用している。また、ロケットの装着も検討されていた。
エンジンをハ45からハ211-IIへ改めた上で、航技研および立川で風洞実験などを実施し、その結果を踏まえてどちらの案を採用するかを決定した後、立川で試作に着手するという予定が立てられていた。立川では風洞模型の製作など、一部の作業が進められている。

#### 諸元（試案司令部偵察機・計画値）
出典：『日本陸軍試作機大鑑』 194頁、『日本陸軍の試作・計画機 1943〜1945』 163,165頁。
第四案
- 全長：10.35 m
- 全幅：14.50 m
- 全高：3.75 m
- 主翼面積：28.0 m2
- 自重：4,591 kg
- 全備重量：7,367 kg
- エンジン：中島 ハ45 空冷複列星型18気筒（最大1,460 hp[38]あるいは1,480 hp[36]） × 2
- 最大速度：705 km/h（高度6,000 m時）
  - ハ211-II装備時：730 km/h（高度6,000 m時）
- 巡航速度：530 km/h
- 航続距離：3,000 km + 2時間
- 武装：7.7mm旋回機関銃八九式[36]あるいはテ4[38] × 1
- 乗員：2名

第四案改
- 全長：10.70 m
- 全幅：14.50 m
- 全長：3.60 m
- 主翼面積：28.0 m2
- 自重：4,426 kg
- 全備重量：7,202 kg
- エンジン：中島 ハ45 空冷複列星型18気筒（最大1,460 hp[38]あるいは1,480 hp[40]） × 2
- 最大速度：716 km/h（高度6,000 m時）
  - ハ211-II装備時：741 km/h（高度6,000 m時）
- 巡航速度：537 km/h
- 航続距離：3,000 km + 2時間
- 武装：7.7mm旋回機関銃八九式[40]あるいはテ4[38] × 1
- 乗員：2名

### 試案重爆撃機
重爆撃機のうち、戦闘機と同等の速度性能が求められる「重爆乙」の設計基礎要項に準じる形で、エンジンを串形に配置し、前面抵抗の減少を図った4発高速重爆撃機として第六案と第七案の2案が作成された。重爆乙の性能向上に供することを研究目標としており、同じく重爆乙として開発が進められていた双発のキ82と航続性能や装備・乗員を合わせ、性能を比較することが考えられていた。
設計はJu 88の影響を受けており、乗員配置は機首キャビンに4名。主翼は中翼配置で、エンジンナセルより外側の外翼は直線テーパーがついた層流翼となっている。また、中央翼には他試案と同様の特殊高揚力装置を備える。4基のエンジンのうち推進式に装備された後部の2基は、延長軸を用いてプロペラを駆動させており、空冷エンジンを用いる場合は後部エンジンの冷却方式の研究が必要と判断されていた。降着装置は前脚式の引込脚だが、後部プロペラの接地を避けるために尾輪も備えている。第六案と第七案の差は主翼面積のみで、第七案では翼面荷重を低減させて安定性を向上させるべく、増積が行われている。
武装については、最大搭載量800 kgの爆弾槽が胴体内に設けられている他、尾部に遠隔操作式の機関砲を、機首の前上方と前下方、キャビン後方にそれぞれ旋回機関銃を備えている。また、小航空写真機も搭載する。
試作担当は三菱重工業、中島飛行機、川崎の3社が予定されており、航技研から各社に対して意見を求める機会が設けられたこともあった。試作の際にはエンジンを当初のハ45から変更し、三菱および中島で試作する場合は4基のハ211-IIを串形に、川崎で試作する場合は液冷串形の「ハ201」2基を牽引式に装備して、二重反転プロペラを駆動させる予定だった。また、第六案のエンジンを「ハ214」に変更し、航続性能を重視した遠距離爆撃機とする派生案も存在した。

#### 諸元（試案重爆撃機第六案・計画値）
出典：『日本陸軍試作機大鑑』 195頁、『日本陸軍の試作・計画機 1943〜1945』 135,136頁。
- 全長：17.12 m
- 全幅：22.10 m
- 全高：5.15 m
- 主翼面積：61.0 m2（第七案：77.0 m2）
- 自重：9,053 kg
- 全備重量：15,198 kg
- エンジン：以下のいずれか
  - 中島 ハ45 空冷複列星型18気筒（最大1,460 hp） × 4
  - 三菱 ハ211-II 空冷複列星型18気筒（2,100 hp） × 4
  - 川崎 ハ201 液冷倒立V型24気筒（離昇2,350 hp） × 2
- 最大速度：
  - ハ45搭載時：693 km/h（高度6,000 m時）
  - ハ211-II搭載時：720 km/h（高度6,000 m時）
- 巡航速度：520 km/h
- 航続距離：3,000 km + 2時間
- 翼面荷重：250.0 kg/m2（第七案：200.0 kg/m2）
- 武装：
  - 12.7mm旋回機関砲ホ103 × 1
  - 7.7mm旋回機関銃八九式[47]あるいはテ4[44] × 3
  - 50kg爆弾 × 14または100kg爆弾 × 8または250kg爆弾 × 2または500 kg爆弾 × 1
- 乗員：4名

### 試案高速機
第八案の1案のみが作成された。複座・高速の大型偵察機として用いることが想定された機体だが、重戦闘機とすることも考えられていた。後部エンジンで延長軸を用いたエンジンの串形4発配置、外翼のみ直線テーパー翼とされた主翼、前脚・尾輪式の引込脚といった要素は試案重爆撃機と同様で、空気抵抗の少ないスマートな胴体形状を採用するとともに、偵察用などの各種装備を簡略化して速度性能を追求している。操縦席と観測席兼通信士席はタンデムに配置され、段無しの風防で覆われている。武装は持たず、一号自動航空写真機のみを搭載する。
試作に際してエンジンをハ45からハ211-IIに変更する点は他の試案と同様だが、この試案のみ試作を行うメーカーの予定が示されていない。また、高速偵察機として開発が進められていたキ73の案のひとつとすることも考えられていた。

#### 諸元（試案高速機・計画値）
出典：『日本陸軍試作機大鑑』 196頁、『日本陸軍の試作・計画機 1943〜1945』 167頁。
- 全長：13.12 m
- 全幅：17.70 m
- 全高：3.58 m
- 翼面積：61.0 m2
- 自重：7,420 kg
- 全備重量：9,910 kg
- エンジン：中島 ハ45 空冷複列星型18気筒（最大1,460 hp）または三菱 ハ211-II 空冷複列星型18気筒（2,100 hp）× 4
- 最大速度：
  - ハ45装備時：750 km/h
  - ハ211-II装備時：775 km/h（高度6,000 m時）
- 巡航速度：563 km/h
- 航続距離：1,400 km + 1時間
- 翼面荷重：250.0 kg/m2
- 武装：なし
- 乗員：2名